# 拉塞尔·韦恩·贝克
拉塞尔·韦恩·贝克（英語：Russell Wayne Baker，1925年8月14日—2019年1月21日），美国作家，以自传《成长》成名。《纽约时报》长期的专栏作者。曾于1979年和1983年先后获得普利策奖。他的文章也常见于《星期六晚邮报》《妇女生活杂志》《假日》《生活》等报刊、杂志。